# Vlag van Rondônia

Vlag van Rondônia

De vlag van Rondônia bestaat uit dezelfde kleuren als de vlag van Brazilië. De bovenste helft wordt ingenomen door uit een blauwe baan; de onderste helft door groene driehoek in een gele band. In het midden van de vlag van Rondônia staat een witte ster. De vlag werd op 31 december 1988 aangenomen.
De combinatie van deze kleuren komt niet alleen voor in de nationale vlag van Brazilië, maar ook in een aantal vlaggen van andere Braziliaanse staten. Net als in veel van deze vlaggen, symboliseert het groen in de vlag van Rondônia het landschap, terwijl het geel staat voor de rijkdom aan grondstoffen, het blauw voor de lucht en het wit voor de vrede. De witte ster symboliseert de staat Rondônia.